# Amazonský prales

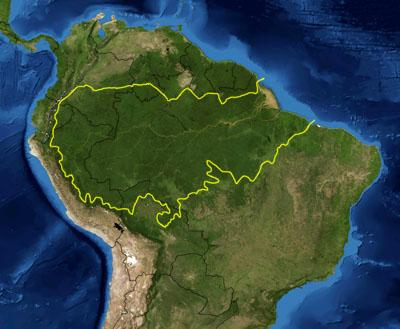
Vymezení pralesa

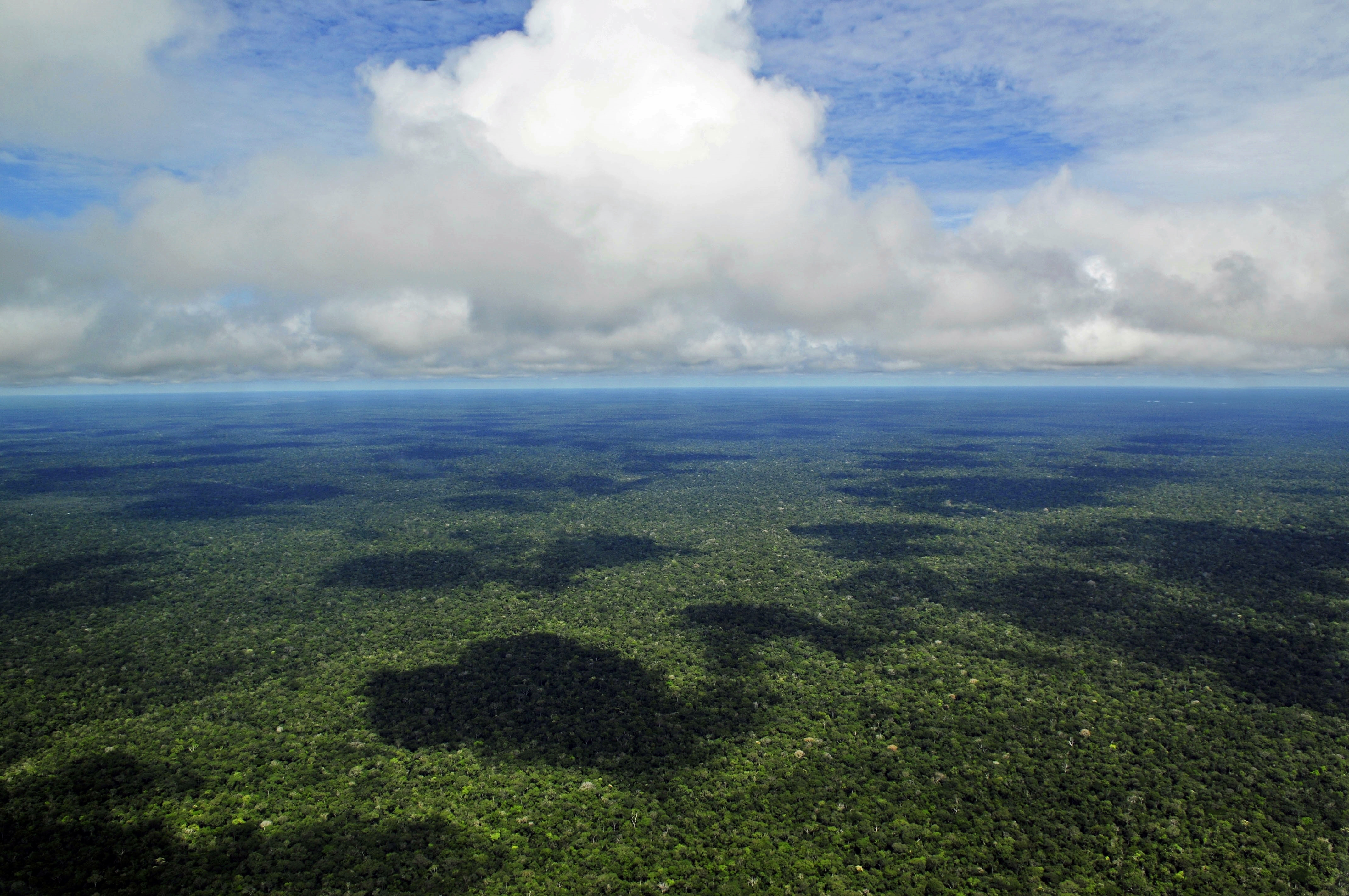
Letecký pohled na část amazonského deštného pralesa

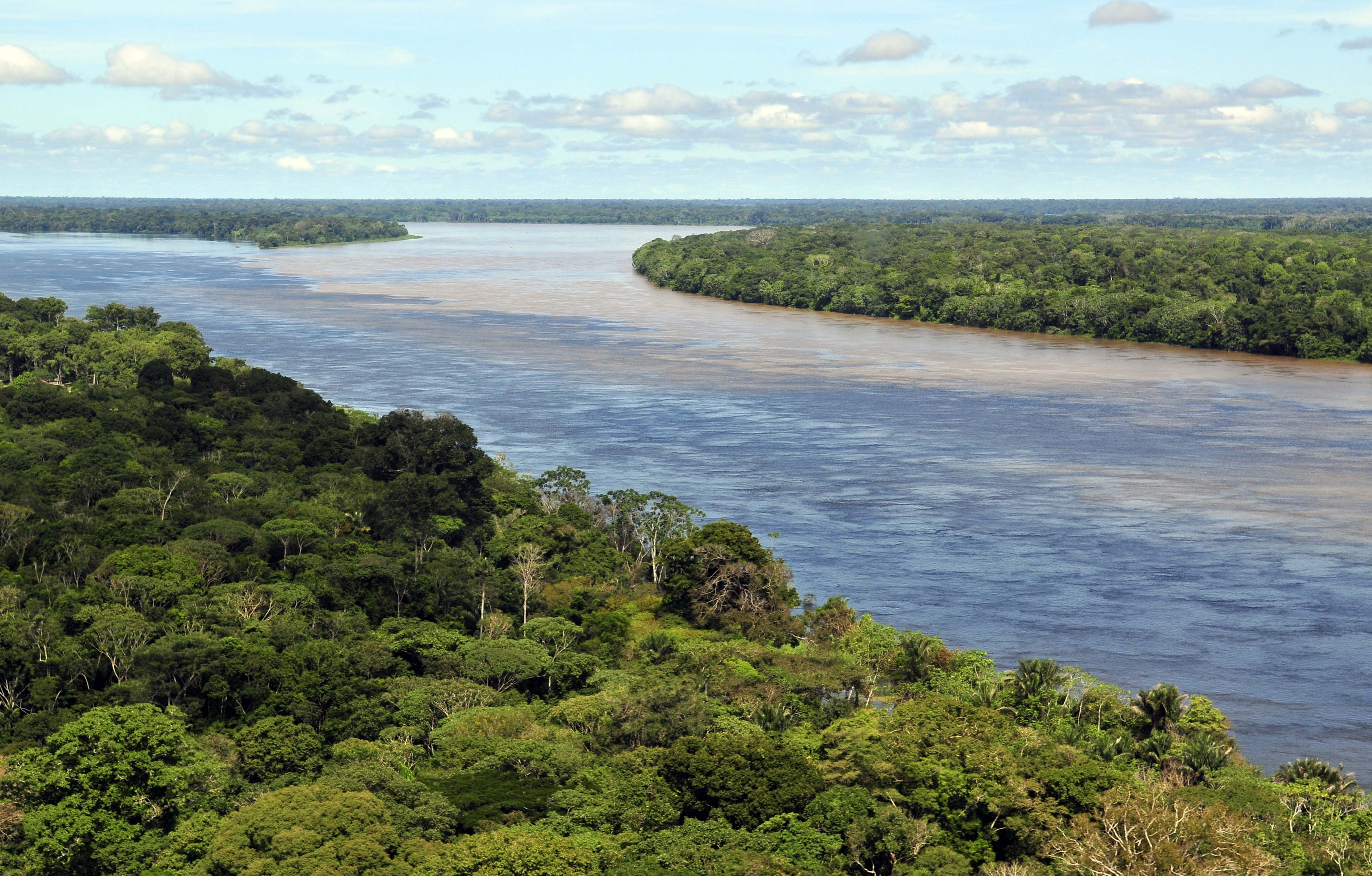
Amazonský prales poblíž města Manaus

Amazonský prales, také amazonský tropický deštný prales, je rozsáhlý, přibližně 5 500 000 km2 rozlehlý tropický deštný les v Jižní Americe. Rozkládá se na území Brazílie, Kolumbie, Peru, Venezuely, Ekvádoru, Bolívie, Guyany, Surinamu a Francouzské Guyany. Velká část pralesa leží v Amazonské nížině. Celý amazonský prales představuje více než polovinu tropických deštných lesů celého světa.[zdroj?] Lesy tvoří 39 miliónů km2, takže amazonský prales tvoří 14 % plochy lesů. O amazonském pralese se často mluví v souvislosti s ubýváním zalesněného území v této oblasti.

## Historie
Amazonie byla částečně osídlena před více než 10 tisíci lety. Jistá místa, která nedávno bývala považována za nedotčená, mohl obývat až milión lidí. Část amazonského pralesa je jen 5000 let stará.
Prvním Evropanem, který poznal vnitrozemí amazonského pralesa, byl v roce 1541 španělský conquistador Francisco de Orellana, když s několika dalšími Španěly plul po řece Amazonce z Peru až k ústí této řeky. Při plavbě netušil, že proplouvá po nejdelší řece celou Amazonskou nížinou. Tím začala kolonizace této oblasti. V té době se jednalo již o portugalské území, protože roku 1494 podepsalo Portugalsko a Španělsko tordesillaskou smlouvu, která rozdělovala svět na sféry zájmu těchto států podél 14. poledníku. Amazonie tak připadla Portugalsku, které vyslalo jezuity do vnitrozemí, aby obrátili příslušníky domorodých kmenů na křesťanskou víru. V okolí jezuitských misií se získávala zemědělská půda kácením a následným vypalováním původního porostu. Takto vydobytá půda nebyla schopná delší dobu vyživovat pěstované plodiny, a tak se vypalovala další území.
Ještě v roce 1960 byl prales málo dotčený novodobou lidskou činností. V následujících letech kvůli potřebě vzácného dřeva a nových pastvin pro stáda dobytka, jehož chov se stával výnosným obchodem, docházelo k extenzivním zásahům do krajiny. Zužitkování zalesněného území k přeměně na zemědělskou půdu bylo podle brazilské legislativy efektivní využití, a tak na počátku 70. let po růstu ceny sojových bobů došlo i k rozšíření zemědělské plochy na úkor původního pralesa. Takto použitá půda měla několikanásobně vyšší cenu než prales. Sója je jedním z vývozních artiklů Brazílie a podílí se na stabilitě brazilské měny. Nezbytnost dopravit sóju do průmyslových oblastí blíže k pobřeží si vynutila výstavbu asfaltových silnic mezi městy Belém a Brasília a také mezi Porto Velhem a Cuiabou. Tyto silnice bývají označovány jako srdce oblouku odlesňování, protože odtud postupuje kolonizace pralesa a systém hospodaření se mění podle vzdálenosti od silnice.
Mezi lety 1970 a 2000 bylo vykáceno celkem 16,4 % celkové plochy pralesa, což činí každoroční ztrátu 20 200 km2 (necelá 1/3 území Česka). Od roku 2002 se plocha chráněného území ztrojnásobila, celkově se ochraňuje asi milion km2, zatímco těžba dřeva a odlesňování poklesly o 60 %. V roce 2005 byly mnohé části amazonského pralesa zasaženy obrovskými suchy, nejhoršími za posledních 100 let. Podle některých odborníků je prales schopen přežít maximálně tříleté sucho, delší by mohlo mít nezvratné důsledky.[zdroj?] Prales by se mohl dostat až do bodu, odkud již není návratu, kdy hrozí přeměna v savanu nebo dokonce v poušť. To by katastrofálně zasáhlo celou planetu.[zdroj?]
Amazonský prales je označován za zelené plíce planety. Produkuje necelých 6 % kyslíku. Je však také významným producentem skleníkového plynu metanu. Navíc nově vzrostlé lesy vážou více oxidu uhličitého než staré. Významným hnojícím původcem pralesa jsou pouštní písek a požáry v Africe.
Živočichové v Amazonii

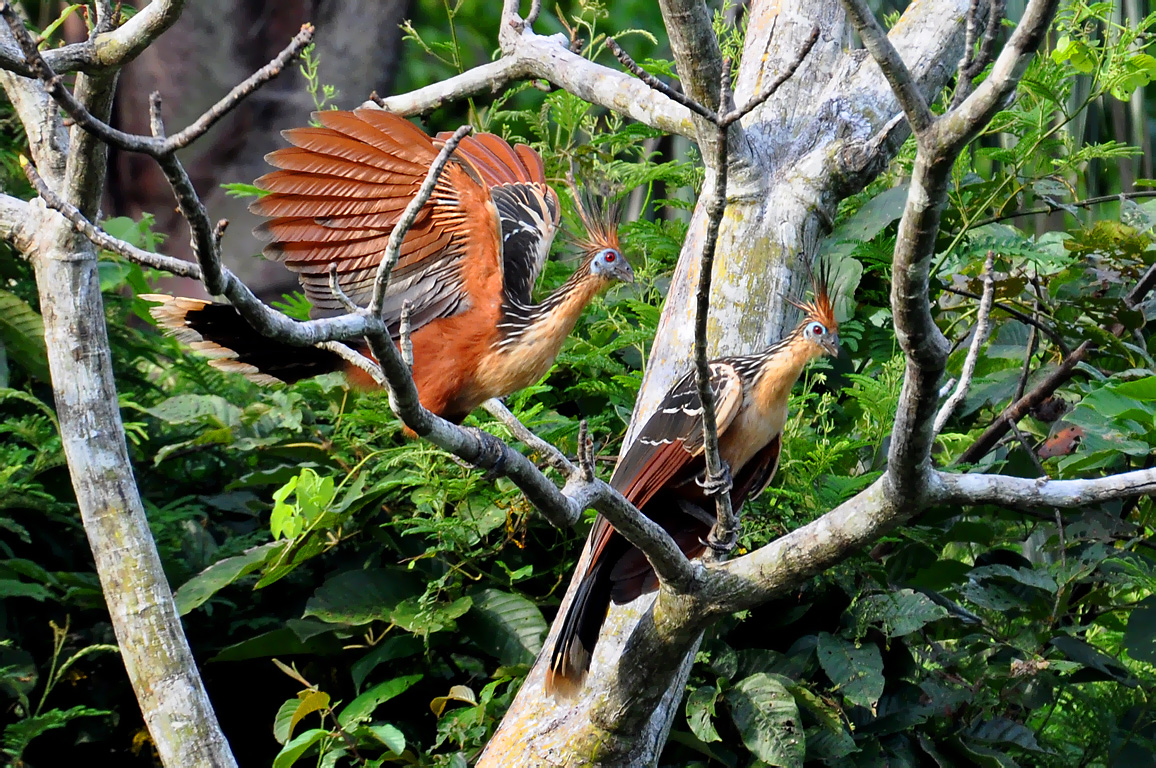
Hoacin je dokonale specializován pro život na stromech
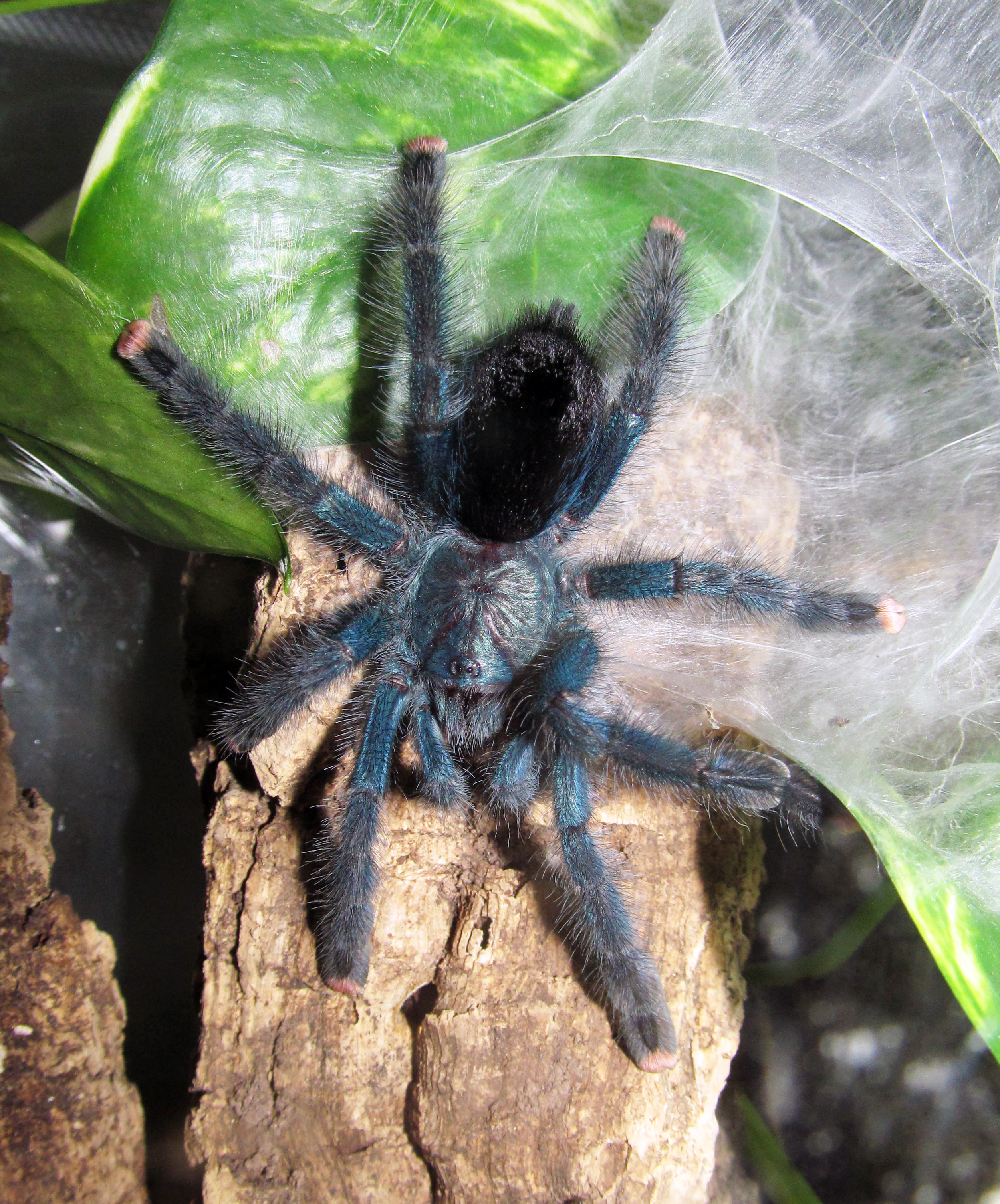
Sklípkan ze severní Brazílie
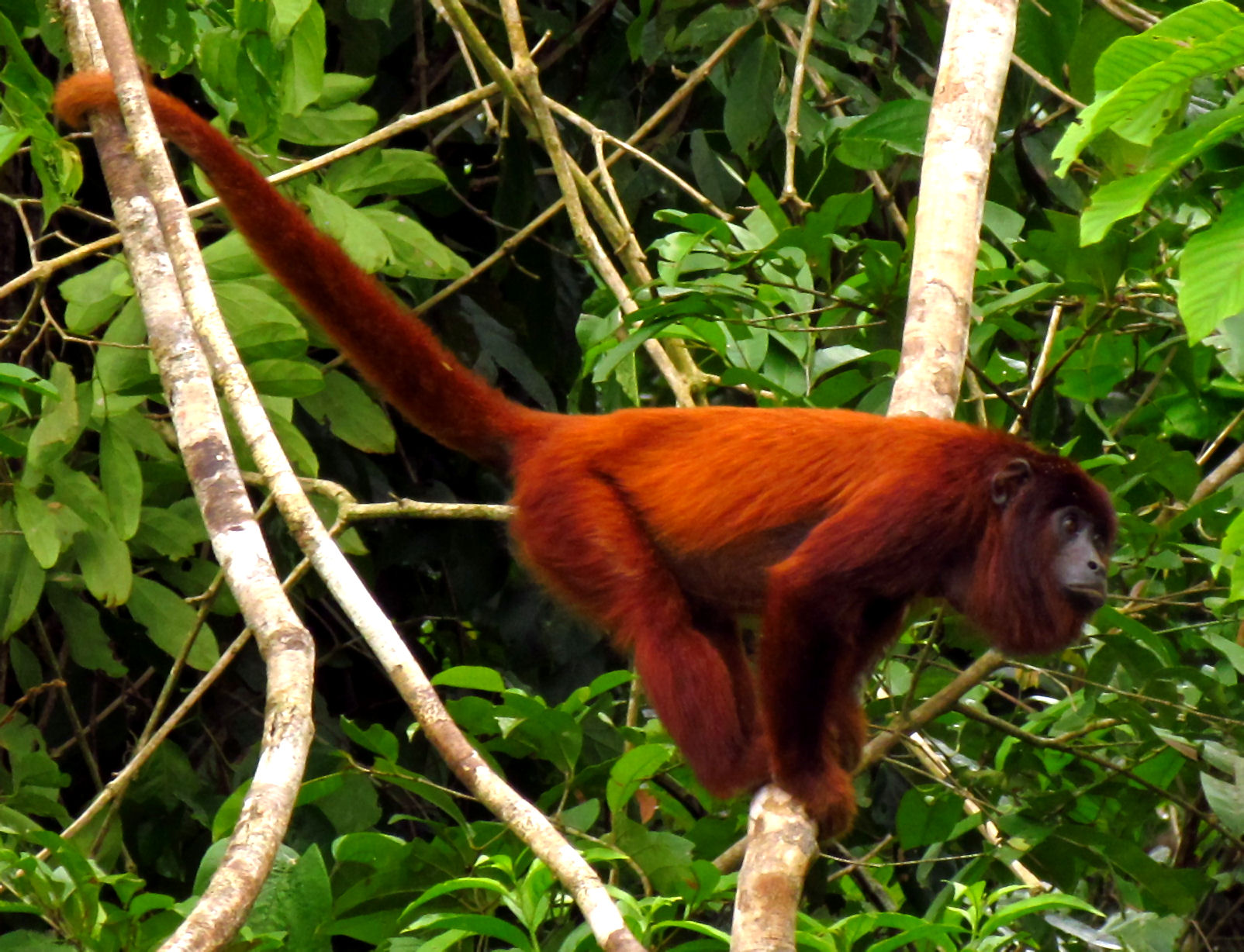
Vřešťan z čeledi chápanovitých
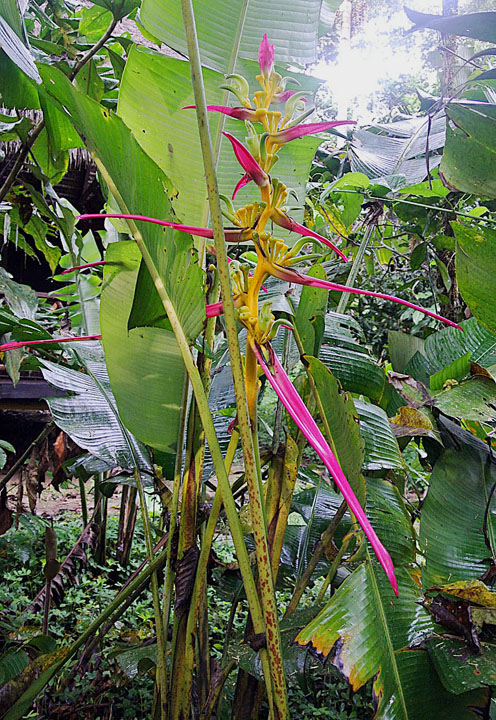
Helikonie z amazonského pralesa
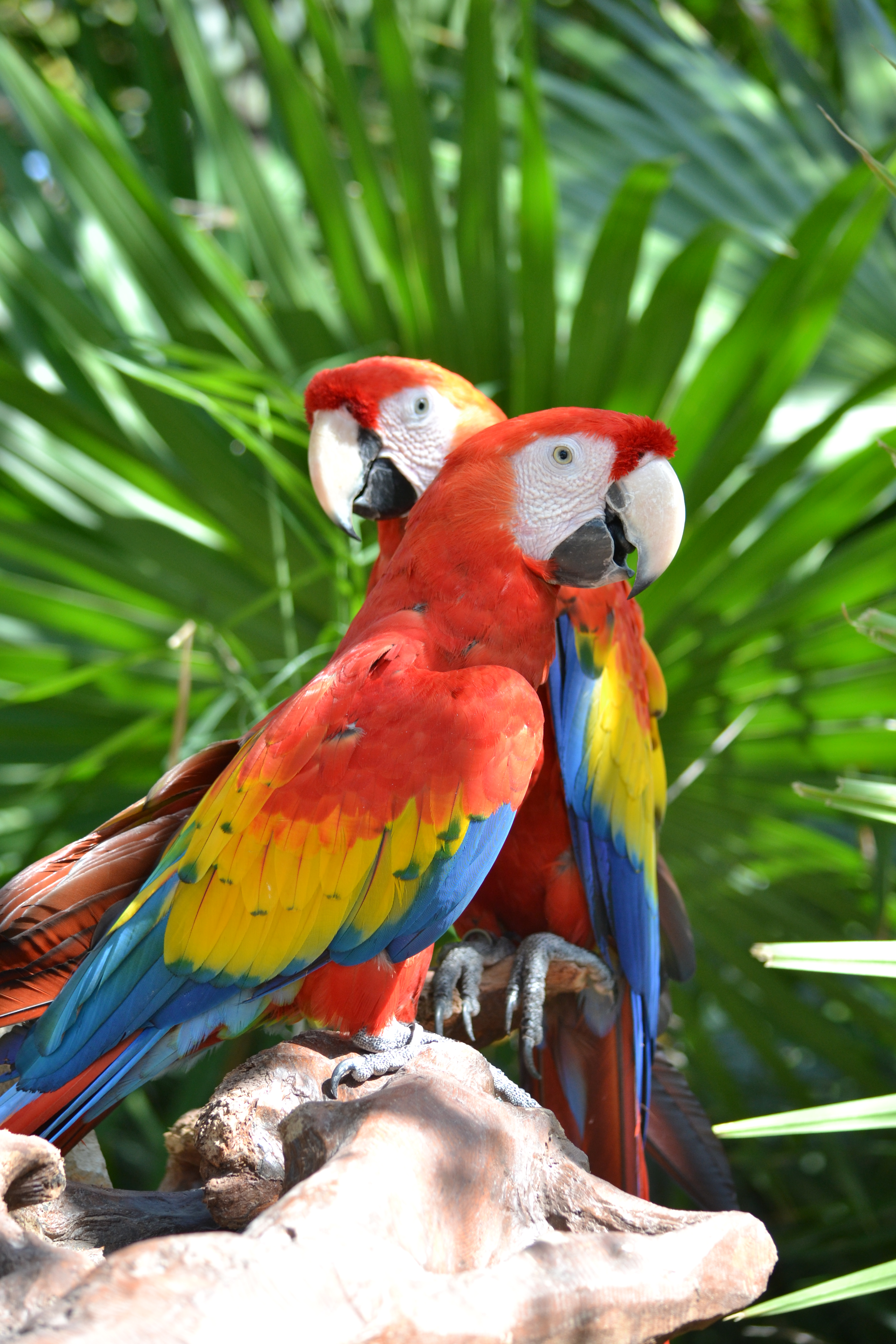
Papoušek ara arakanga
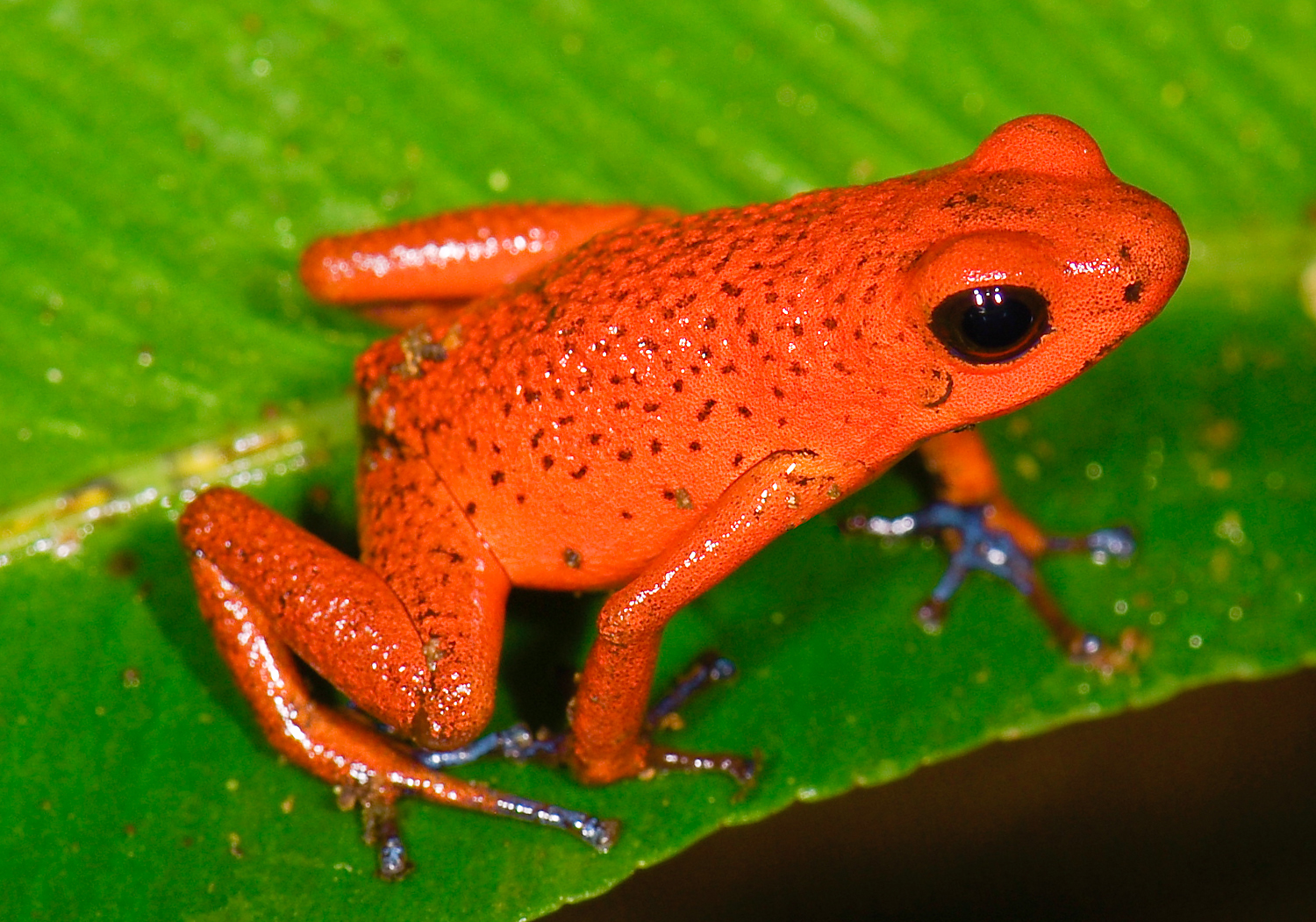
Žába z čeledi Pralesničkovití. Indiáni např. Janomamové jejich jedem natírají šípy
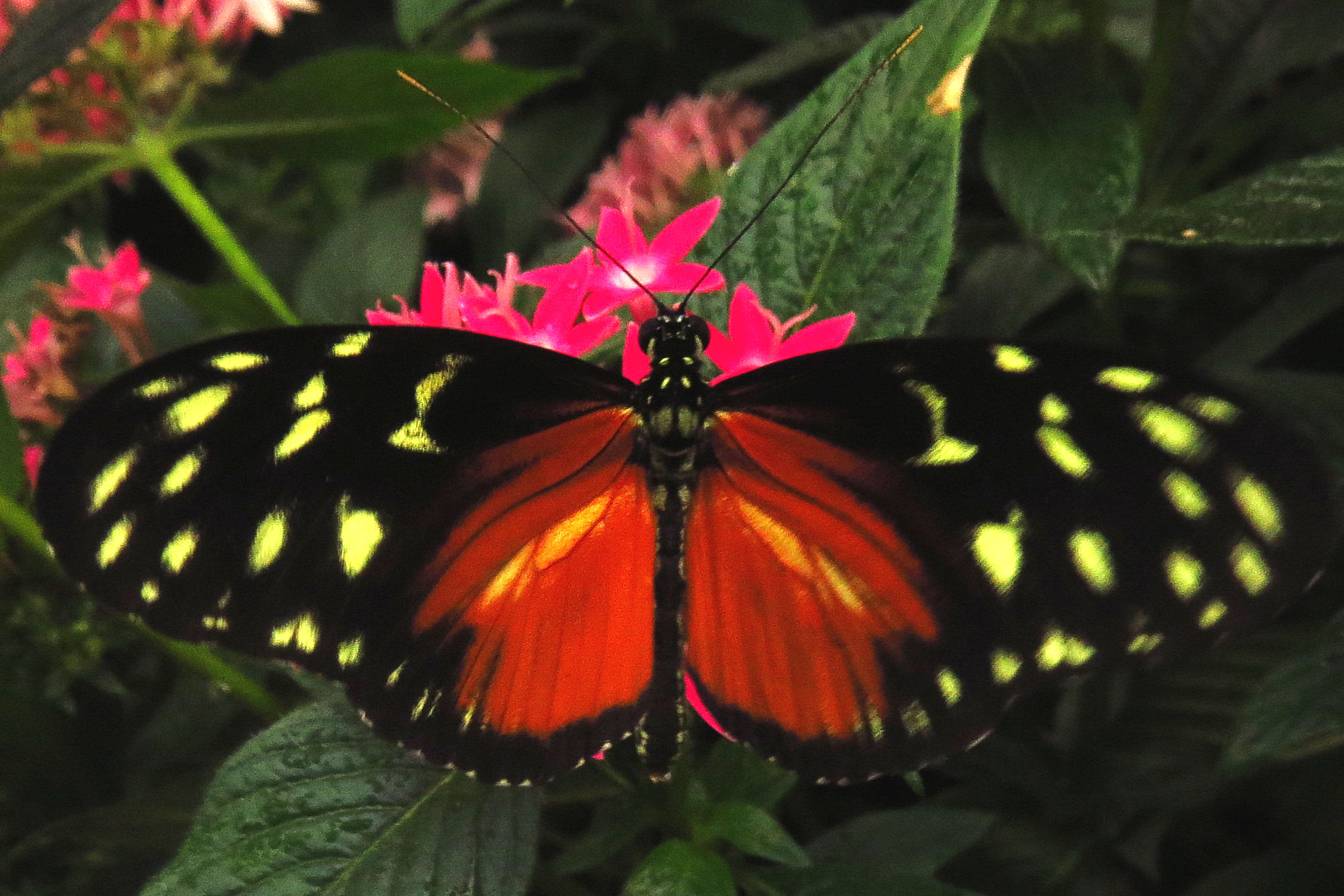
Jihoamerický motýl z čeledi babočkovití
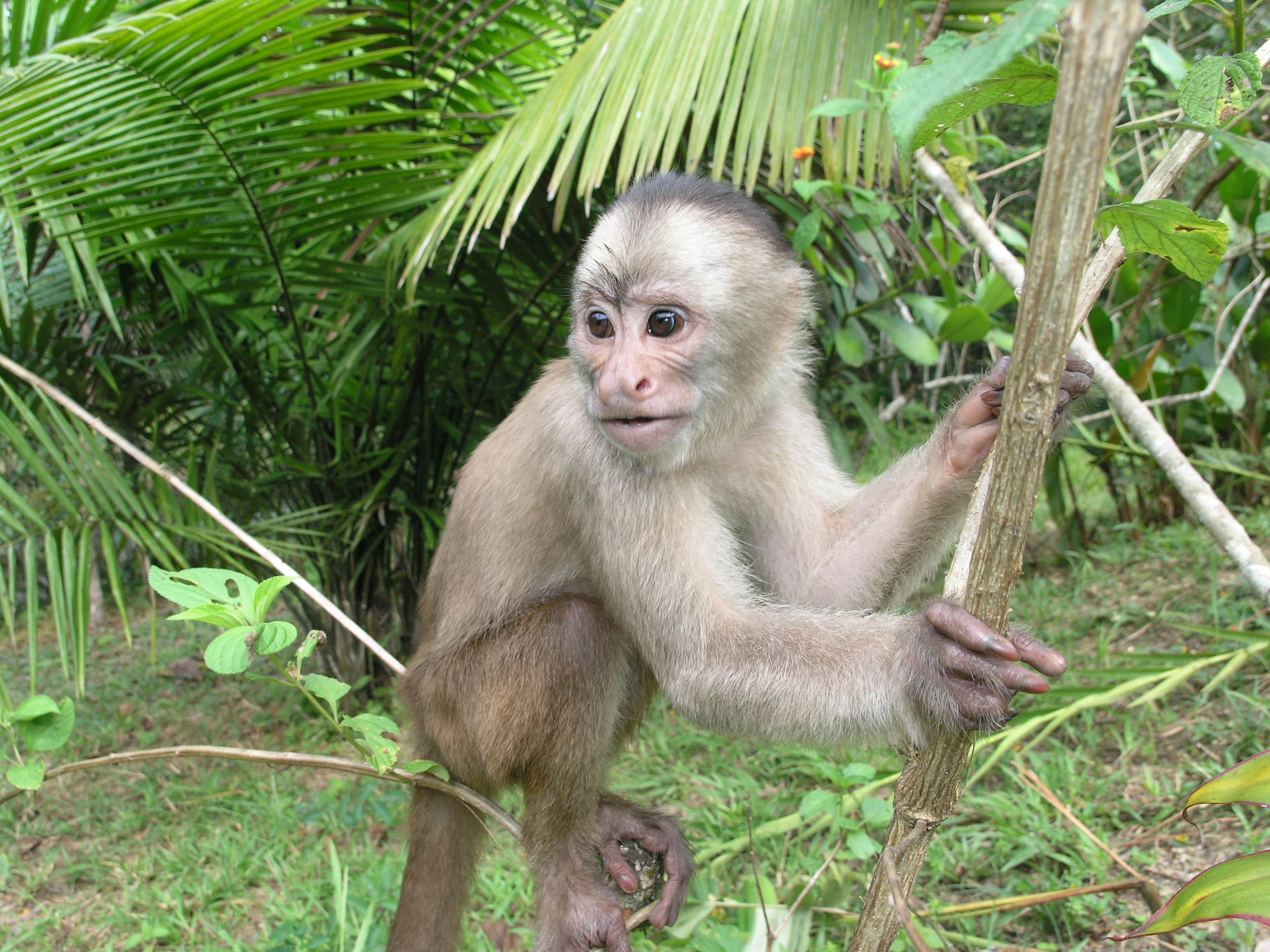
Opice rodu cebus
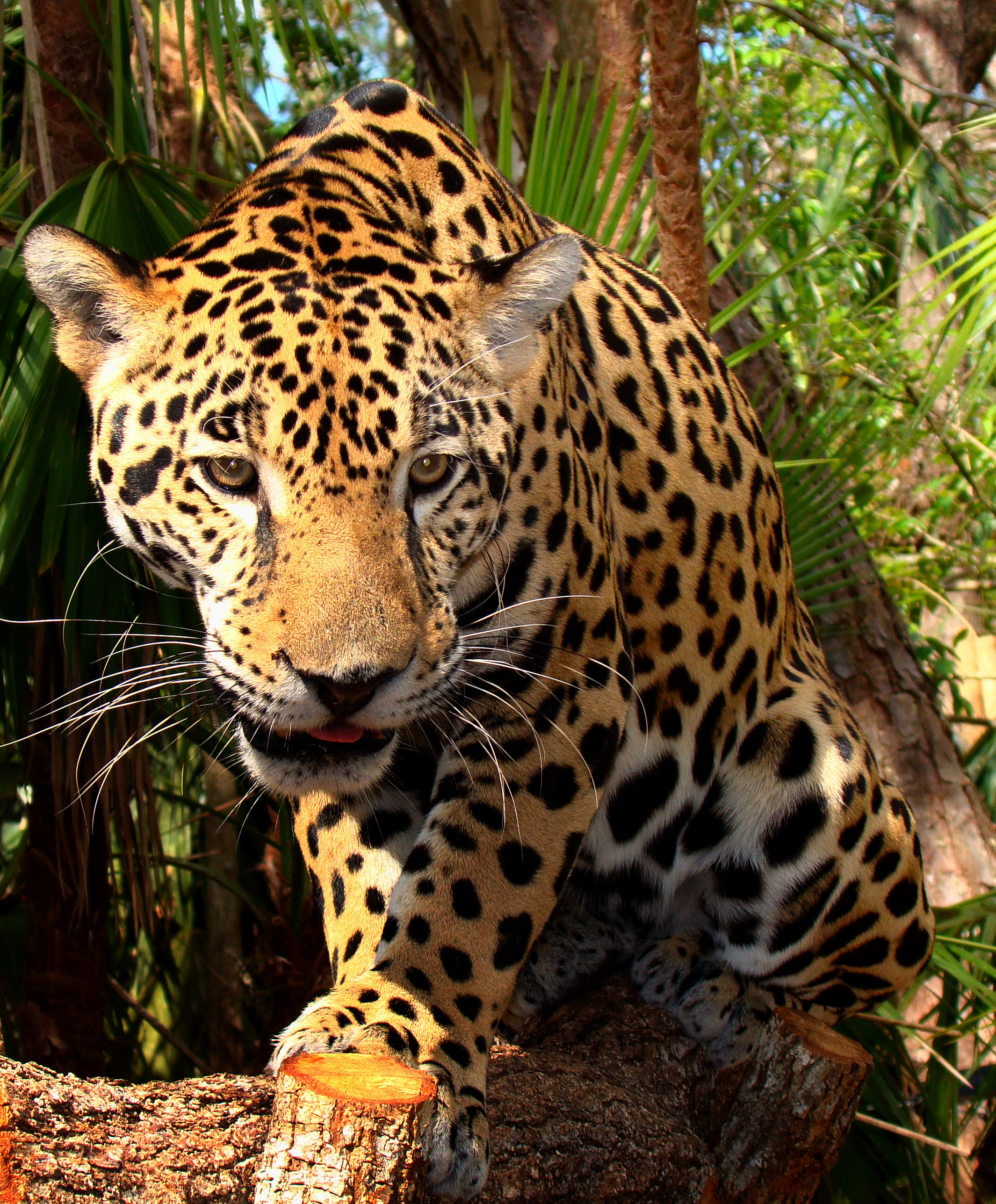
Jaguár americký se zdržuje blízko u vody a s oblibou plave
Uakari šarlatolící
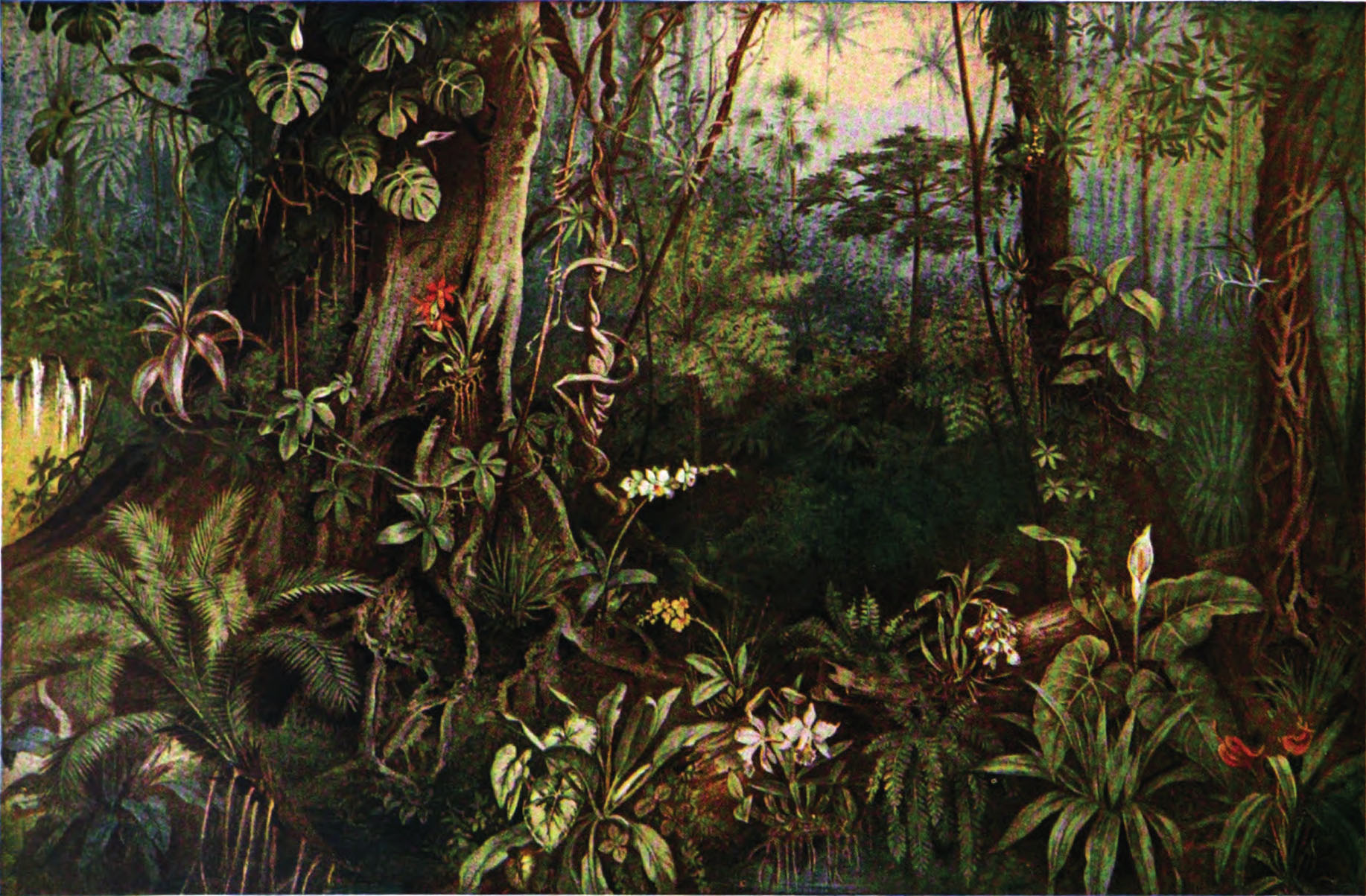
Kresba amazonského pralesa
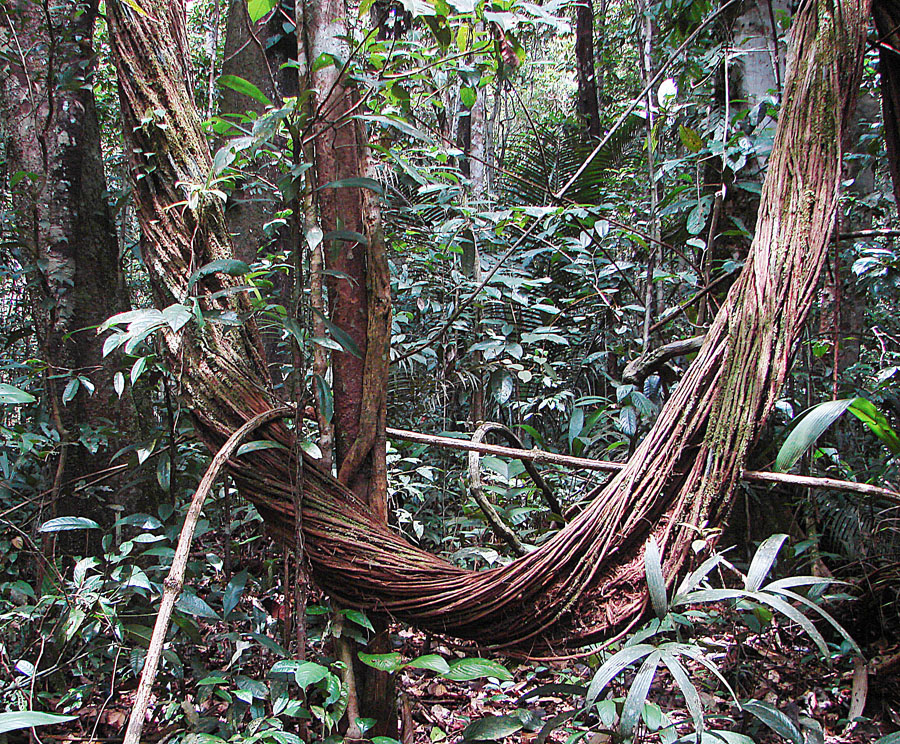
Obří liána v Brazílii
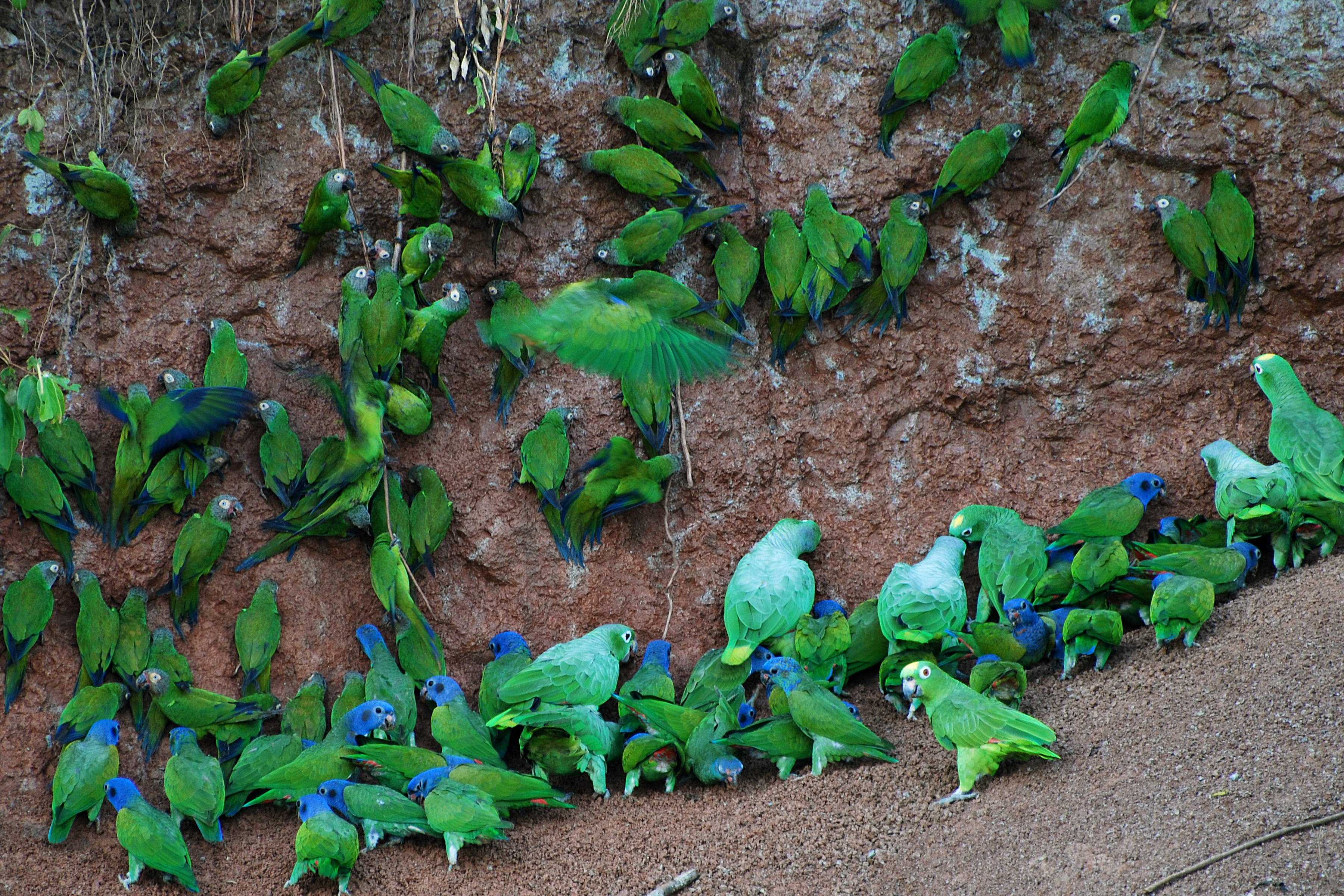
Hejno amazonských papoušků lízá jíl
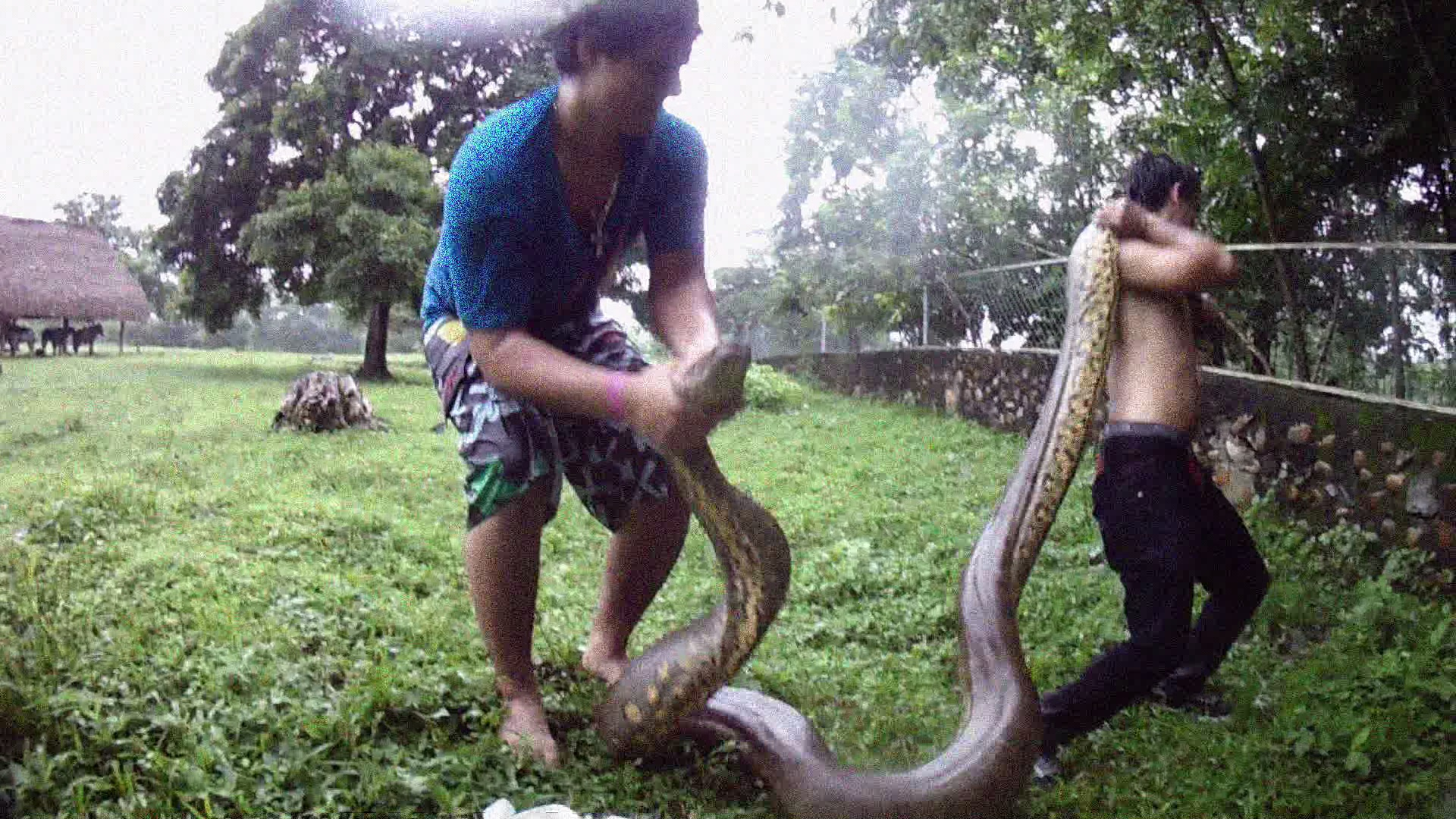
Anakonda velká

## Odlesňování v Amazonii

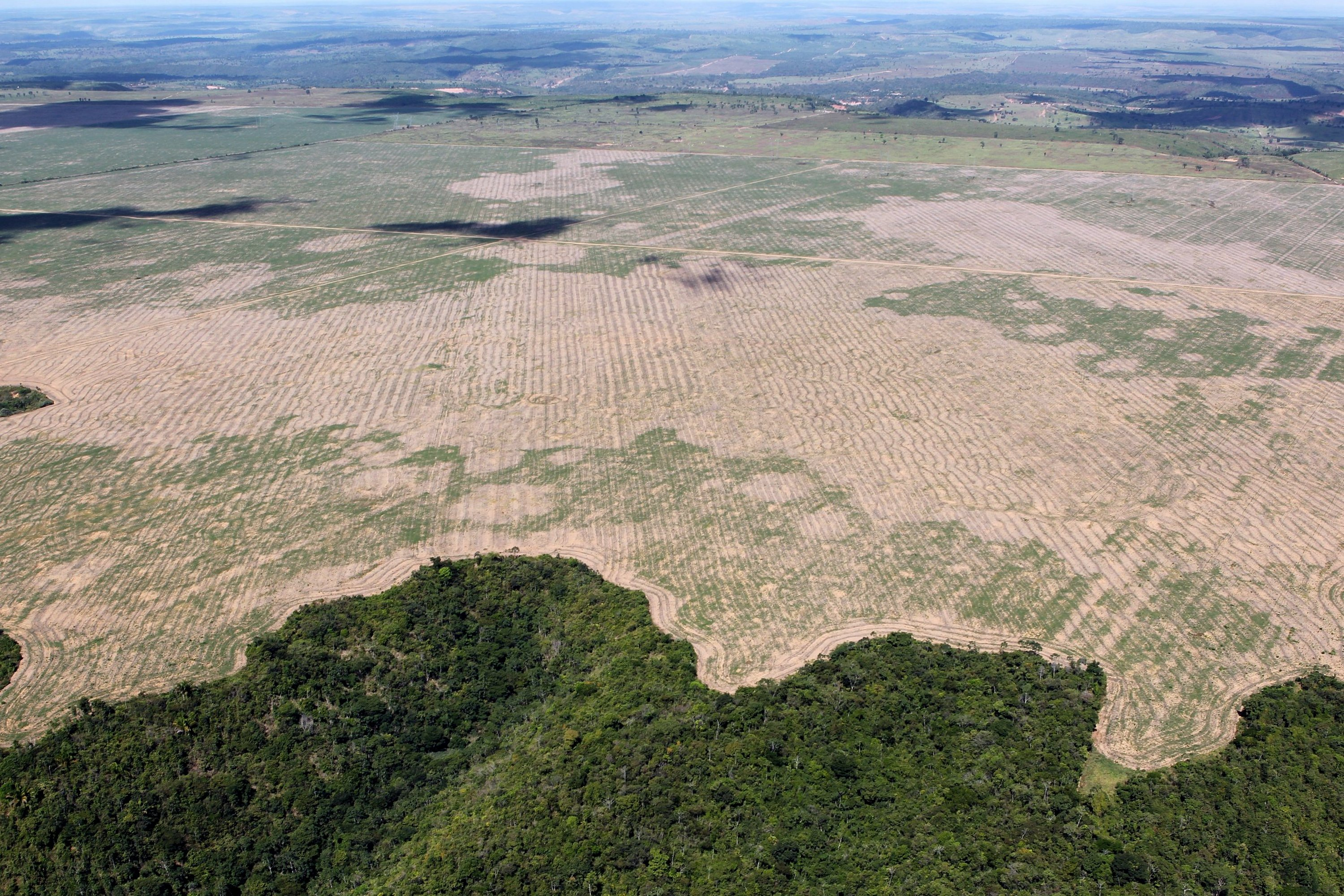
Odlesňování v brazilském státě Maranhão

Odlesňování je způsobováno především rostoucí životní úrovní a prudkým nárůstem populace v Brazílii a souvisejícím hladem po zemědělské půdě. Lesní porost zabraňuje erozi a sesuvům půdy, stejně jako tvoří přirozenou zásobárnu vody. Nově vykácená území tak ohrožuje eroze a plodiny vysázené na ztrácející se zemědělské půdě trpí nízkou hladinou podzemní vody. Schopnost pralesa zadržovat srážky se snižuje, a tak při deštích voda odtéká a při tom způsobuje erozi půdy. Neschopnost pralesa zadržovat srážky způsobuje v době mezi dešti sucho. Všechny tyto problémy způsobují snížení biodiverzity[zdroj?] a naopak zvyšují zranitelnost celého ekosystému.
Carlos Nobre, vědec z Brazilské akademie věd, uvedl: „Pokud se těžba nezastaví, existuje vážné riziko, že více než 50 % amazonského pralesa se promění v života neschopnou savanu.“ Odlesňování pralesa se od roku 2005 snížilo, ale v roce 2019 byl amazonský prales zasažen rekordním počtem požárů, které založili lidé. V roce 2022 se odlesňování Amazonie oproti předchozímu roku téměř zdvojnásobilo. Zásluhou vládních opatření se v roce 2023 odlesňování amazonského pralesa výrazně zpomalilo.

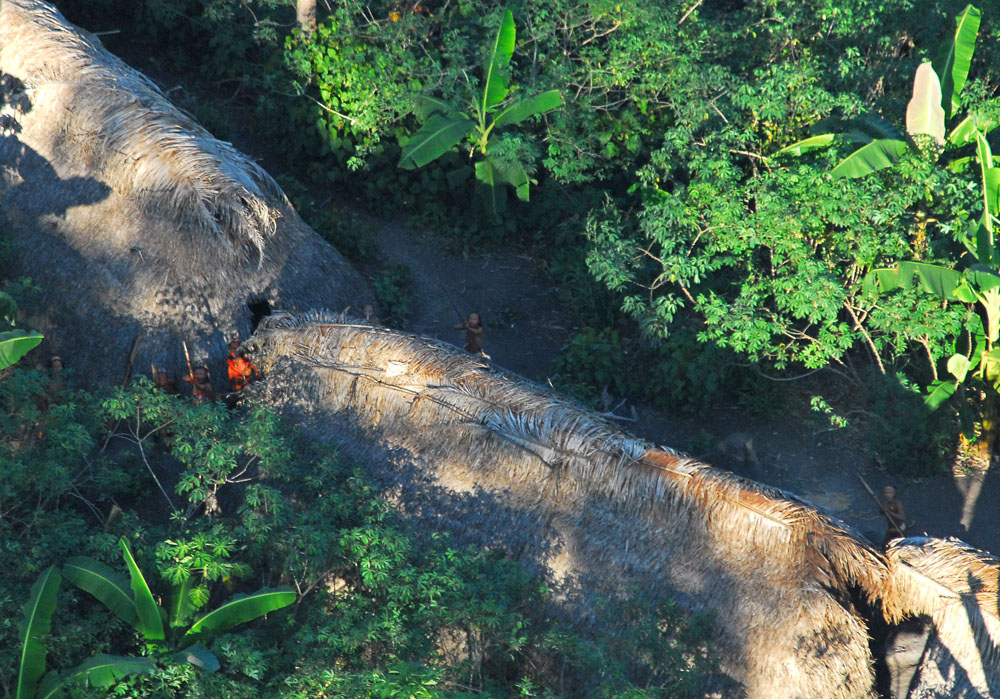
Indiáni z izolovaného kmene v Brazílii střílí šípy po vrtulníku (2009)